# Doris Gibson
Doris Gibson, celým jménem Doris Gibson Parra del Riego (28. dubna 1910 – 23. srpna 2008), byla peruánská novinářka.
Narodila se v Limě, ale vyrůstala v Arequipě; pocházela ze zámožné rodiny, otec byl skotského původu. Jejím manželem byl v letech 1929–1936 argentinský diplomat Manlio Zileri. Žurnalistice se začala věnovat v roce 1938 v časopisu Turismo. V roce 1950 založila s Franciscem Igartuou magazín Caretas, do kterého přispívali například Mario Vargas Llosa a Gustavo Gorriti. Igartuu později nahradil Enrique Zileri, syn Doris Gibson. Činnost časopisu byla několikrát nuceně přerušena, poprvé již za vlády diktátora Manuela A. Odríi, později několikrát za vlády Juana Velasca Alvarada.
Zemřela na zápal plic ve věku 98 let. Pohřbena byla na hřbitově Parque del Recuerdo de Lurín. Šéfredaktorem Caretas byl v té době její vnuk Marco Zileri Dougall.